# Liste des étapes du Tour de France arrivant au Parc des Princes
Pour des articles plus généraux, voir Dernière étape du Tour de France et Parc des Princes.
L’étape du Tour de France au Parc des Princes a constitué, entre 1905 et 1967, la dernière étape du Tour de France, course cycliste par étape.
La course achève son parcours dans le 16e arrondissement de  Paris au Parc des Princes.

## Présentation
Cinquante deux éditions de l'étape du Parc des Princes ont lieu entre 1905 et 1967. Le Tour ne se déroule pas pendant les deux guerres mondiales.
Lors de l'édition 1903, l'arrivée finale est initialement prévue au Parc des Princes. Un arrêté préfectoral interdit toutefois les arrivées de courses sur route au Parc. L'arrivée réelle de la première édition se juge alors à Ville-d'Avray (Seine), mais les coureurs poursuivent jusqu'au Parc des Princes, où ils effectuent un tour d'honneur et où a lieu la remise des prix.
L'arrêté préfectoral interdisant les arrivées de courses sur route au Parc des Princes est suspendu dès 1903, permettant désormais au Tour de juger son arrivée finale sur la piste de la Porte d'Auteuil,[réf. nécessaire] cependant l'arrivée de la sixième étape 1904 est une nouvelle fois jugée à Ville d'Avray, un violent orage ayant rendu impraticable le vélodrome du Parc des Princes où l'arrivée devait être initialement jugée,.
Après la démolition de la piste cycliste du Parc des Princes en juillet 1967, l'arrivée finale du Tour a lieu au Vélodrome de Vincennes (Cipale) (12e arrondissement) de 1968 à 1974, puis depuis 1975, sur l'avenue des Champs-Élysées (8e arrondissement).
Jean Alavoine et André Leducq ont remporté trois fois l'étape.
Caen (Calvados) est la ville-départ de l'étape a douze reprises.

## Liste des étapes et palmarès
| \| Année \| Ville départ \| Distance (km) \| Vainqueur d'étape \| \| ----- \| -------------- \| ------------- \| ------------------------------------ \| \| 1905 \| Caen \| 253 \| Jean-Baptiste Dortignacq France \| \| 1906 \| Caen \| 259 \| René Pottier France \| \| 1907 \| Caen \| 251 \| Georges Passerieu France \| \| 1908 \| Caen \| 251 \| Lucien Petit-Breton France \| \| 1909 \| Caen \| 251 \| Jean Alavoine France \| \| 1910 \| Caen \| 262 \| Ernesto Azzini Italie \| \| 1911 \| Le Havre \| 317 \| Marcel Godivier France \| \| 1912 \| Le Havre \| 317 \| Jean Alavoine France \| \| 1913 \| Dunkerque \| 340 \| Marcel Buysse Belgique \| \| 1914 \| Dunkerque \| 340 \| Henri Pélissier France \| \| 1919 \| Dunkerque \| 340 \| Jean Alavoine France \| \| 1920 \| Dunkerque \| 340 \| Jean Rossius Belgique \| \| 1921 \| Dunkerque \| 340 \| Félix Goethals France \| \| 1922 \| Dunkerque \| 325 \| Philippe Thys Belgique \| \| 1923 \| Dunkerque \| 343 \| Félix Goethals France \| \| 1924 \| Dunkerque \| 343 \| Ottavio Bottecchia Italie \| \| 1925 \| Dunkerque \| 343 \| Ottavio Bottecchia Italie \| \| 1926 \| Dijon \| 341 \| Aimé Dossche Belgique \| \| 1927 \| Dunkerque \| 344 \| André Leducq France \| \| 1928 \| Dieppe \| 331 \| Nicolas Frantz Luxembourg \| \| 1929 \| Dieppe \| 332 \| Nicolas Frantz Luxembourg \| \| 1930 \| Malo-les-Bains \| 300 \| Charles Pélissier France \| \| 1931 \| Malo-les-Bains \| 313 \| Charles Pélissier France \| \| 1932 \| Amiens \| 159 \| André Leducq France \| \| 1933 \| Caen \| 222 \| Learco Guerra Italie \| \| 1934 \| Caen \| 221 \| Sylvère Maes Belgique \| \| 1935 \| Caen \| 221 \| Romain Maes Belgique \| \| 1936 \| Caen \| 234 \| Arsène Mersch Luxembourg \| \| 1937 \| Caen \| 234 \| Edward Vissers Belgique \| \| 1938 \| Lille \| 279 \| Antonin Magne et André Leducq France \| \| 1939 \| Troyes \| 201 \| Marcel Kint Belgique \| \| 1947 \| Caen \| 257 \| Albéric Schotte Belgique \| \| 1948 \| Roubaix \| 286 \| Giovanni Corrieri Italie \| \| 1949 \| Nancy \| 340 \| Rik Van Steenbergen Belgique \| \| 1950 \| Dijon \| 314 \| Émile Baffert France \| \| 1951 \| Dijon \| 322 \| Adolphe Deledda France \| \| 1952 \| Vichy \| 354 \| Antonin Rolland France \| \| 1953 \| Montluçon \| 328 \| Fiorenzo Magni Italie \| \| 1954 \| Troyes \| 188 \| Robert Varnajo France \| \| 1955 \| Tours \| 229 \| Miguel Poblet Espagne \| \| 1956 \| Montluçon \| 331 \| Gastone Nencini Italie \| \| 1957 \| Tours \| 227 \| André Darrigade France \| \| 1958 \| Dijon \| 320 \| Pierino Baffi Italie \| \| 1959 \| Dijon \| 331 \| Joseph Groussard France \| \| 1960 \| Troyes \| 200 \| Jean Graczyk France \| \| 1961 \| Tours \| 252 \| Robert Cazala France \| \| 1962 \| Nevers \| 271 \| Rino Benedetti Italie \| \| 1963 \| Troyes \| 185,5 \| Rik Van Looy Belgique \| \| 1964 \| Versailles \| 27,5 (CLM) \| Jacques Anquetil France \| \| 1965 \| Versailles \| 38 (CLM) \| Felice Gimondi Italie \| \| 1966 \| Rambouillet \| 51,5 \| Rudi Altig Allemagne \| \| 1967 \| Versailles \| 46,5 (CLM) \| Raymond Poulidor France \| | Localisation du Parc des Princes (Paris) et des villes-départs de l'étape |               |                                      |
| Année | Ville départ                                                              | Distance (km) | Vainqueur d'étape                    |
| 1905 | Caen                                                                      | 253           | Jean-Baptiste Dortignacq France      |
| 1906 | Caen                                                                      | 259           | René Pottier France                  |
| 1907 | Caen                                                                      | 251           | Georges Passerieu France             |
| 1908 | Caen                                                                      | 251           | Lucien Petit-Breton France           |
| 1909 | Caen                                                                      | 251           | Jean Alavoine France                 |
| 1910 | Caen                                                                      | 262           | Ernesto Azzini Italie                |
| 1911 | Le Havre                                                                  | 317           | Marcel Godivier France               |
| 1912 | Le Havre                                                                  | 317           | Jean Alavoine France                 |
| 1913 | Dunkerque                                                                 | 340           | Marcel Buysse Belgique               |
| 1914 | Dunkerque                                                                 | 340           | Henri Pélissier France               |
| 1919 | Dunkerque                                                                 | 340           | Jean Alavoine France                 |
| 1920 | Dunkerque                                                                 | 340           | Jean Rossius Belgique                |
| 1921 | Dunkerque                                                                 | 340           | Félix Goethals France                |
| 1922 | Dunkerque                                                                 | 325           | Philippe Thys Belgique               |
| 1923 | Dunkerque                                                                 | 343           | Félix Goethals France                |
| 1924 | Dunkerque                                                                 | 343           | Ottavio Bottecchia Italie            |
| 1925 | Dunkerque                                                                 | 343           | Ottavio Bottecchia Italie            |
| 1926 | Dijon                                                                     | 341           | Aimé Dossche Belgique                |
| 1927 | Dunkerque                                                                 | 344           | André Leducq France                  |
| 1928 | Dieppe                                                                    | 331           | Nicolas Frantz Luxembourg            |
| 1929 | Dieppe                                                                    | 332           | Nicolas Frantz Luxembourg            |
| 1930 | Malo-les-Bains                                                            | 300           | Charles Pélissier France             |
| 1931 | Malo-les-Bains                                                            | 313           | Charles Pélissier France             |
| 1932 | Amiens                                                                    | 159           | André Leducq France                  |
| 1933 | Caen                                                                      | 222           | Learco Guerra Italie                 |
| 1934 | Caen                                                                      | 221           | Sylvère Maes Belgique                |
| 1935 | Caen                                                                      | 221           | Romain Maes Belgique                 |
| 1936 | Caen                                                                      | 234           | Arsène Mersch Luxembourg             |
| 1937 | Caen                                                                      | 234           | Edward Vissers Belgique              |
| 1938 | Lille                                                                     | 279           | Antonin Magne et André Leducq France |
| 1939 | Troyes                                                                    | 201           | Marcel Kint Belgique                 |
| 1947 | Caen                                                                      | 257           | Albéric Schotte Belgique             |
| 1948 | Roubaix                                                                   | 286           | Giovanni Corrieri Italie             |
| 1949 | Nancy                                                                     | 340           | Rik Van Steenbergen Belgique         |
| 1950 | Dijon                                                                     | 314           | Émile Baffert France                 |
| 1951 | Dijon                                                                     | 322           | Adolphe Deledda France               |
| 1952 | Vichy                                                                     | 354           | Antonin Rolland France               |
| 1953 | Montluçon                                                                 | 328           | Fiorenzo Magni Italie                |
| 1954 | Troyes                                                                    | 188           | Robert Varnajo France                |
| 1955 | Tours                                                                     | 229           | Miguel Poblet Espagne                |
| 1956 | Montluçon                                                                 | 331           | Gastone Nencini Italie               |
| 1957 | Tours                                                                     | 227           | André Darrigade France               |
| 1958 | Dijon                                                                     | 320           | Pierino Baffi Italie                 |
| 1959 | Dijon                                                                     | 331           | Joseph Groussard France              |
| 1960 | Troyes                                                                    | 200           | Jean Graczyk France                  |
| 1961 | Tours                                                                     | 252           | Robert Cazala France                 |
| 1962 | Nevers                                                                    | 271           | Rino Benedetti Italie                |
| 1963 | Troyes                                                                    | 185,5         | Rik Van Looy Belgique                |
| 1964 | Versailles                                                                | 27,5 (CLM)    | Jacques Anquetil France              |
| 1965 | Versailles                                                                | 38 (CLM)      | Felice Gimondi Italie                |
| 1966 | Rambouillet                                                               | 51,5          | Rudi Altig Allemagne                 |
| 1967 | Versailles                                                                | 46,5 (CLM)    | Raymond Poulidor France              |